# Sather Tower

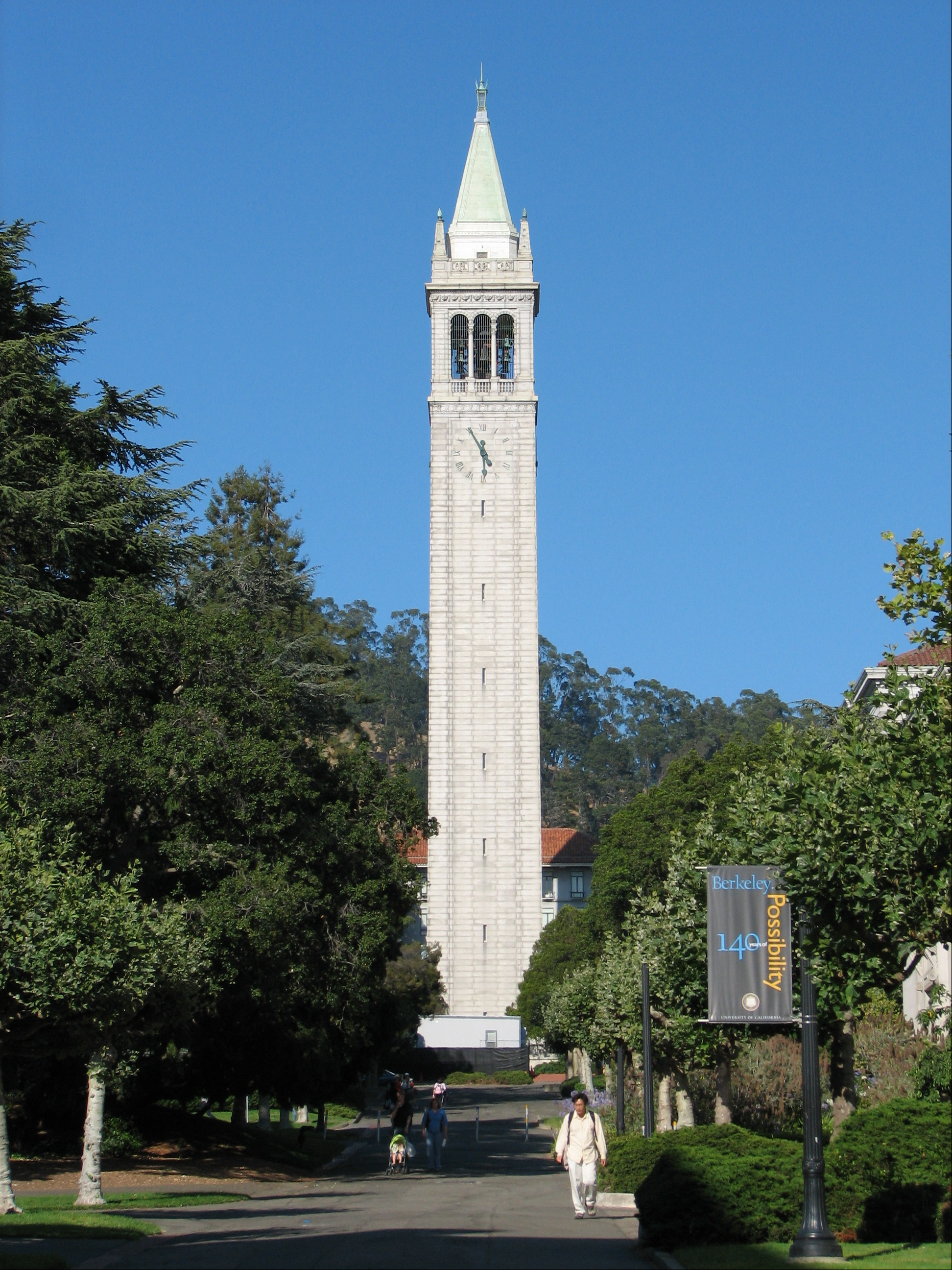
Sather Tower

Der Sather Tower, in Anlehnung an sein venezianisches Vorbild (Markusturm) auch Campanile genannt, ist das Wahrzeichen der Universität von Kalifornien in Berkeley. Die Arbeiten an dem vom Architekten John Galen Howard geplanten Bauwerk wurden 1914 abgeschlossen, und drei Jahre später war der Turm erstmals für die Öffentlichkeit zugänglich. Gestiftet und bezahlt wurde der Sather Tower von Jane K. Sather, einer Gönnerin der Universität.

## Besucherinformation
Über einen Aufzug gelangt man zu der in einer Höhe von 61 Metern gelegenen Besucherplattform. Von dort hat man einen Blick über den Campus, die San Francisco Bay und auf die Golden Gate Bridge. Der Turm beherbergt ein Carillon, welches aus 61 Glocken besteht. An Wochentagen findet um 7:50 Uhr, mittags und um 18:00 Uhr ein Glockenkonzert statt.
Der Turm ist wochentags von 10:00 bis 16:00 Uhr geöffnet.
Der Sather Tower wurde am 25. März 1982 als Baudenkmal in das National Register of Historic Places aufgenommen.

## Dies und das
- Die Programmiersprache Sather wurde nach dem Turm benannt.